# العلاقات الكورية الجنوبية الكورية الشمالية
العلاقات الكورية الجنوبية الكورية الشمالية هي العلاقات الثنائية التي تجمع بين كوريا الجنوبية وكوريا الشمالية.

## مقارنة بين البلدين
هذه مقارنة عامة ومرجعية للدولتين:
| وجه المقارنة                                              | كوريا الجنوبية                                                          | كوريا الشمالية                        |
| --------------------------------------------------------- | ----------------------------------------------------------------------- | ------------------------------------- |
| المساحة (كم2)                                             | 100.30 ألف                                                              | 120.54 ألف                            |
| عدد السكان (نسمة)                                         | 51.47 مليون                                                             | 25.49 مليون                           |
| الكثافة السكانية (ن./كم²)                                 | 513.16                                                                  | 211.47                                |
| العاصمة                                                   | سول                                                                     | بيونغيانغ                             |
| اللغة الرسمية                                             | اللغة الكورية                                                           | لغة كوريا الشمالية القياسية ‏          |
| العملة                                                    | وون كوري جنوبي                                                          | وون كوري شمالي                        |
| الناتج المحلي الإجمالي (بليون دولار)                      | 1.53 تريليون                                                            |                                       |
| الناتج المحلي الإجمالي (تعادل القوة الشرائية) بليون دولار | 1.75 تريليون                                                            |                                       |
| الناتج المحلي الإجمالي الاسمي للفرد دولار أمريكي          | 27.22 ألف                                                               |                                       |
| الناتج المحلي الإجمالي للفرد دولار أمريكي                 |                                                                         |                                       |
| مؤشر التنمية البشرية                                      | 0.901                                                                   |                                       |
| رمز المكالمات الدولي                                      | +82                                                                     | +850                                  |
| رمز الإنترنت                                              | .kr                                                                     | .kp                                   |
| المنطقة الزمنية                                           | توقيت كوريا الجنوبية، ت ع م+09:00، آسيا/سيول ‏، ت ع م+08:00، ت ع م+08:30 | ت ع م+08:30، ت ع م+08:30، ت ع م+09:00 |

## منظمات دولية مشتركة
يشترك البلدان في عضوية مجموعة من المنظمات الدولية، منها:
| علم المنظمة | اسم المنظمة                   | تاريخ انضمام كوريا الجنوبية | تاريخ انضمام كوريا الشمالية |
| ----------- | ----------------------------- | --------------------------- | --------------------------- |
|             | يونسكو                        | 14 يونيو 1950               | 18 أكتوبر 1974              |
|             | الاتحاد البريدي العالمي       | ?                           | ?                           |
|             | الأمم المتحدة                 | 17 سبتمبر 1991              | 17 سبتمبر 1991              |
|             | المنظمة الهيدروغرافية الدولية | ?                           | ?                           |
|             | منتدى آسيان الإقليمي ‏         | ?                           | ?                           |

## وصلات خارجية
- موقع وزارة الخارجية الكورية الجنوبية
- موقع وزارة الخارجية الكورية الشمالية